# Olympische Sommerspiele 2008/Segeln
Bei den Olympischen Sommerspielen 2008 in Peking wurden elf Wettbewerbe im Segeln ausgetragen. Die Wettbewerbe fanden im Zeitraum vom 9. bis 21. August 2008 statt. Austragungsort war das Internationale Segelzentrum Qingdao, eine Wettkampfstätte außerhalb Pekings.

## Bilanz

### Medaillenspiegel
| Platz | Land                | Gold | Silber | Bronze | Gesamt |
| ----- | ------------------- | ---- | ------ | ------ | ------ |
| 01    | Großbritannien      | 4    | 1      | 1      | 5      |
| 02    | Australien          | 2    | 1      | –      | 3      |
| 03    | Spanien             | 1    | 1      | –      | 2      |
| 03    | Vereinigte Staaten  | 1    | 1      | –      | 2      |
| 05    | Volksrepublik China | 1    | –      | 1      | 2      |
| 06    | Dänemark            | 1    | –      | –      | 1      |
| 06    | Neuseeland          | 1    | –      | –      | 1      |
| 08    | Niederlande         | –    | 2      | –      | 2      |
| 09    | Frankreich          | –    | 1      | 2      | 3      |
| 10    | Italien             | –    | 1      | 1      | 2      |
| 11    | Litauen             | –    | 1      | –      | 1      |
| 11    | Slowenien           | –    | 1      | –      | 1      |
| 13    | Brasilien           | –    | 1      | 1      | 2      |
| 14    | Argentinien         | –    | –      | 1      | 1      |
| 14    | Deutschland         | –    | –      | 1      | 1      |
| 14    | Griechenland        | –    | –      | 1      | 1      |
| 14    | Israel              | –    | –      | 1      | 1      |
| 14    | Schweden            | –    | –      | 1      | 1      |

### Medaillengewinner

#### Männer
| Disziplin  | Gold                                     | Silber                                   | Bronze                                         |
| ---------- | ---------------------------------------- | ---------------------------------------- | ---------------------------------------------- |
| Windsurfen | Tom Ashley                               | Julien Bontemps                          | Shahar Zubari                                  |
| Laser      | Paul Goodison                            | Vasilij Žbogar                           | Diego Romero                                   |
| 470er      | Australien Nathan Wilmot Malcolm Page    | Großbritannien Nick Rogers Joe Glanfield | Frankreich Nicolas Charbonnier Olivier Bausset |
| Star       | Großbritannien Iain Percy Andrew Simpson | Brasilien Robert Scheidt Bruno Prada     | Schweden Fredrik Lööf Anders Ekström           |

#### Frauen
| Disziplin    | Gold                                               | Silber                                                 | Bronze                                                              |
| ------------ | -------------------------------------------------- | ------------------------------------------------------ | ------------------------------------------------------------------- |
| Windsurfen   | Yin Jian                                           | Alessandra Sensini                                     | Bryony Shaw                                                         |
| Laser Radial | Anna Tunnicliffe                                   | Gintarė Volungevičiūtė                                 | Xu Lijia                                                            |
| 470er        | Australien Elise Rechichi Tessa Parkinson          | Niederlande Marcelien de Koning Lobke Berkhout         | Brasilien Fernanda Oliveira Isabel Swan                             |
| Yngling      | Großbritannien Sarah Ayton Sarah Webb Pippa Wilson | Niederlande Mandy Mulder Annemieke Bes Merel Witteveen | Griechenland Sofia Bekatorou Sofia Papadopoulou Virginia Kravarioti |

#### Offen
| Disziplin   | Gold                                   | Silber                                 | Bronze                                       |
| ----------- | -------------------------------------- | -------------------------------------- | -------------------------------------------- |
| Finn-Dinghy | Ben Ainslie                            | Zach Railey                            | Guillaume Florent                            |
| 49er        | Dänemark Jonas Warrer Martin Kirketerp | Spanien Iker Martínez Xabier Fernández | Deutschland Jan-Peter Peckolt Hannes Peckolt |
| Tornado     | Spanien Fernando Echávarri Antón Paz   | Australien Darren Bundock Glenn Ashby  | Argentinien Santiago Lange Carlos Espínola   |

## Ergebnisse Männer

### Windsurfen
| Platz | Land | Sportler              | Punkte |
| ----- | ---- | --------------------- | ------ |
| 1     | NZL  | Tom Ashley            | 52     |
| 2     | FRA  | Julien Bontemps       | 53     |
| 3     | ISR  | Shahar Zubari         | 58     |
| 4     | GBR  | Nick Dempsey          | 60     |
| 5     | BRA  | Ricardo Santos        | 77     |
| 6     | HKG  | Chan King Yin         | 84     |
| 7     | CHN  | Wang Aichen           | 95     |
| 8     | GRE  | Nikolaos Kaklamanakis | 97     |

Datum: 20. August 2008, 13:00 Uhr

### Laser
| Platz | Land | Sportler             | Punkte |
| ----- | ---- | -------------------- | ------ |
| 1     | GBR  | Paul Goodison        | 63     |
| 2     | SLO  | Vasilij Žbogar       | 71     |
| 3     | ITA  | Diego Romero         | 75     |
| 4     | POR  | Gustavo Lima         | 76     |
| 5     | NZL  | Andrew Murdoch       | 81     |
| 6     | SWE  | Rasmus Myrgren       | 83     |
| 7     | ARG  | Julio Alsogaray      | 92     |
| 8     | FRA  | Jean Baptiste Bernaz | 104    |

Datum: 19. August 2008, 13:00 Uhr
Es nahmen 43 Segler in dieser Klasse teil. Der Österreicher Andreas Geritzer belegte mit 157 Punkten Rang 19, der Schweizer Christoph Bottoni mit 241 Punkten Rang 37.

### 470er
| Platz | Land | Sportler                            | Punkte |
| ----- | ---- | ----------------------------------- | ------ |
| 1     | AUS  | Nathan Wilmot Malcolm Page          | 44     |
| 2     | GBR  | Nick Rogers Joe Glanfield           | 45     |
| 3     | FRA  | Nicolas Charbonnier Olivier Bausset | 78     |
| 4     | NED  | Sven Coster Kalle Coster            | 78     |
| 5     | ESP  | Onan Barreiros Aarón Sarmiento      | 87     |
| 6     | ITA  | Gabrio Zandoná Andrea Trani         | 91     |
| 7     | JPN  | Tetsuya Matsunaga Taro Ueno         | 97     |
| 8     | POR  | Alvaro Marinho Miguel Nunes         | 102    |

Datum: 18. August 2008, 13:00 Uhr
Die Schweizer Tobias Etter und Felix Steiger erreichten mit 162 Punkten den 23. Platz.

### Star
| Platz | Land | Sportler                                  | Punkte |
| ----- | ---- | ----------------------------------------- | ------ |
| 1     | GBR  | Iain Percy Andrew Simpson                 | 45     |
| 2     | BRA  | Robert Scheidt Bruno Prada                | 53     |
| 3     | SWE  | Fredrik Lööf Anders Ekström               | 53     |
| 4     | POL  | Mateusz Kusznierewicz Dominik Życki       | 59     |
| 5     | SUI  | Flavio Marazzi Enrico De Maria            | 59     |
| 6     | FRA  | Xavier Rohart Pascal Rambeau              | 69     |
| 7     | GER  | Marc Pickel Ingo Borkowski                | 70     |
| 8     | POR  | Alfonso Domingos Bernardo Plantier Santos | 72     |

Datum: 21. August 2008, 13:00 Uhr

## Ergebnisse Frauen

### Windsurfen
| Platz | Land | Sportlerinnen         | Punkte |
| ----- | ---- | --------------------- | ------ |
| 1     | CHN  | Yin Jian              | 39     |
| 2     | ITA  | Alessandra Sensini    | 40     |
| 3     | GBR  | Bryony Shaw           | 45     |
| 4     | ESP  | Marina Alabau         | 54     |
| 5     | AUS  | Jessica Crisp         | 66     |
| 6     | NZL  | Barbara Kendall       | 75     |
| 7     | POL  | Zofia Noceti-Klepacka | 82     |
| 8     | UKR  | Olha Masliwez         | 83     |

Datum: 20. August 2008, 13:00 Uhr

### Laser Radial
| Platz | Land | Sportlerinnen          | Punkte |
| ----- | ---- | ---------------------- | ------ |
| 1     | USA  | Anna Tunnicliffe       | 37     |
| 2     | LTU  | Gintarė Volungevičiūtė | 42     |
| 3     | CHN  | Xu Lijia               | 50     |
| 4     | AUS  | Sarah Blanck           | 62     |
| 5     | FRA  | Sarah Steyaert         | 77     |
| 6     | SUI  | Nathalie Brugger       | 90     |
| 7     | NZL  | Jo Aleh                | 90     |
| 8     | BEL  | Evi Van Acker          | 91     |

Datum: 19. August 2008, 13:00 Uhr
Es nahmen 28 Seglerinnen in dieser Klasse teil. Die Deutsche Petra Niemann belegte mit 109 Punkten den 15. Platz.

### 470er
| Platz | Land | Sportlerinnen                      | Punkte |
| ----- | ---- | ---------------------------------- | ------ |
| 1     | AUS  | Elise Rechichi Tessa Parkinson     | 43     |
| 2     | NED  | Marcelien de Koning Lobke Berkhout | 53     |
| 3     | BRA  | Fernanda Oliveira Isabel Swan      | 60     |
| 4     | ISR  | Nike Kornecki Vered Bouskila       | 66     |
| 5     | ITA  | Giulia Conti Giovanna Micol        | 75     |
| 6     | GBR  | Christina Bassadone Saskia Clark   | 82     |
| 7     | CZE  | Lenka Šmídová Lenka Mrzílková      | 83     |
| 8     | AUT  | Sylvia Vogl Carolina Flatscher     | 84     |

Datum: 18. August 2008, 13:00 Uhr
Die Schweizerinnen Emmanuelle Rol und Anne-Sophie Thilo erreichten mit 114 Punkten den 17. Platz.

### Yngling
| Platz | Land | Sportlerinnen                                          | Punkte |
| ----- | ---- | ------------------------------------------------------ | ------ |
| 1     | GBR  | Sarah Ayton Sarah Webb Pippa Wilson                    | 24     |
| 2     | NED  | Mandy Mulder Annemieke Bes Merel Witteveen             | 31     |
| 3     | GRE  | Sofia Bekatorou Sofia Papadopoulou Virginia Kravarioti | 48     |
| 4     | GER  | Ulrike Schümann Ute Höpfner Julia Bleck                | 56     |
| 5     | FRA  | Anne Le Helley Catherine Lepesant Julie Gerecht        | 56     |
| 6     | RUS  | Jekaterina Skudina Diana Kruzkich Natalja Iwanowa      | 56     |
| 7     | USA  | Sally Barkow Carolyn Howe Deborah Capozzi              | 61     |
| 8     | CHN  | Xiagun Song Yanli Yu Xiaoni Li                         | 63     |

Datum: 17. August 2008, 13:00 Uhr

## Ergebnisse Offen

### Finn-Dinghy
| Platz | Land | Sportler               | Punkte |
| ----- | ---- | ---------------------- | ------ |
| 1     | GBR  | Ben Ainslie            | 23     |
| 2     | USA  | Zach Railey            | 45     |
| 3     | FRA  | Guillaume Florent      | 58     |
| 4     | SWE  | Daniel Birgmark        | 58     |
| 5     | CAN  | Christopher Cook       | 67     |
| 6     | DEN  | Jonas Høgh-Christensen | 70     |
| 7     | SLO  | Gasper Vincec          | 72     |
| 8     | CRO  | Ivan Kljaković Gašpić  | 76     |

Datum: 17. August 2008, 14:00 Uhr

### 49er
| Platz | Land | Sportler                          | Punkte |
| ----- | ---- | --------------------------------- | ------ |
| 1     | DEN  | Jonas Warrer Martin Kirketerp     | 61     |
| 2     | ESP  | Iker Martínez Xabier Fernández    | 64     |
| 3     | GER  | Jan-Peter Peckolt Hannes Peckolt  | 66     |
| 4     | ITA  | Pietro Sibello Gianfranco Sibello | 66     |
| 5     | AUS  | Nathan Outteridge Ben Austin      | 73     |
| 6     | USA  | Tim Wadlow Chris Rast             | 89     |
| 7     | BRA  | André Fonseca Rodrigo Duarte      | 99     |
| 8     | AUT  | Nico Delle Karth Niko Resch       | 99     |

Datum: 17. August 2008, 15:00 Uhr

### Tornado
| Platz | Land | Sportler                            | Punkte |
| ----- | ---- | ----------------------------------- | ------ |
| 1     | ESP  | Fernando Echávarri Antón Paz        | 44     |
| 2     | AUS  | Darren Bundock Glenn Ashby          | 49     |
| 3     | ARG  | Santiago Lange Carlos Espínola      | 56     |
| 4     | CAN  | Oskar Johansson Kevin Stittle       | 61     |
| 5     | NED  | Mitch Booth Pim Nieuwenhuis         | 64     |
| 6     | GBR  | Leigh McMillan Will Howden          | 68     |
| 7     | ITA  | Francesco Marcolini Edoardo Bianchi | 74     |
| 8     | GER  | Johannes Polgar Florian Spalteholz  | 74     |

Datum: 21. August 2008,13:00 Uhr